# Ognjeno pleme
Ognjeno pleme slovenskega pisatelja in odvetnika Igorja Karlovška je zbirka zgodovinsko-pustolovskih romanov Pobeg (2019), V ujetništvu (2019), Zmage in porazi (2020), ki so izšli pri založbi MiŠ.
Knjige iz zbirke mladinske pustolovščine so postavljene v čas in prostor preseljevanja narodov konec 6. stoletja. Avtor postavi v središče dogajanja pet otrok poveljnika slovanske vojske, ki so, medtem ko oče širi slovansko ozemlje proti zahodu, na milost in nemilost prepuščeni naklepom njegovih nasprotnikov.

## Nagrade
- Zlata hruška za romana Pobeg in V ujetništvu.